# 헤르베르트 베너
헤르베르트 리하르트 베너(독일어: Herbert Richard Wehner, 1906년 7월 11일~1990년 1월 19일)는 독일의 정치인이다. 1969년부터 1983년까지 14년 동안 독일 사회민주당의 원내대표를 지냈다. 그가 원내대표를 맡는 동안 사민당 지도부는 그와 빌리 브란트, 헬무트 슈미트의 삼두 체제로 운영됐다.

## 생애
1906년 7월 11일 독일 드레스덴에서 태어났다. 1990년 1월 19일 독일 본에서 사망했다.